# Loiredalen

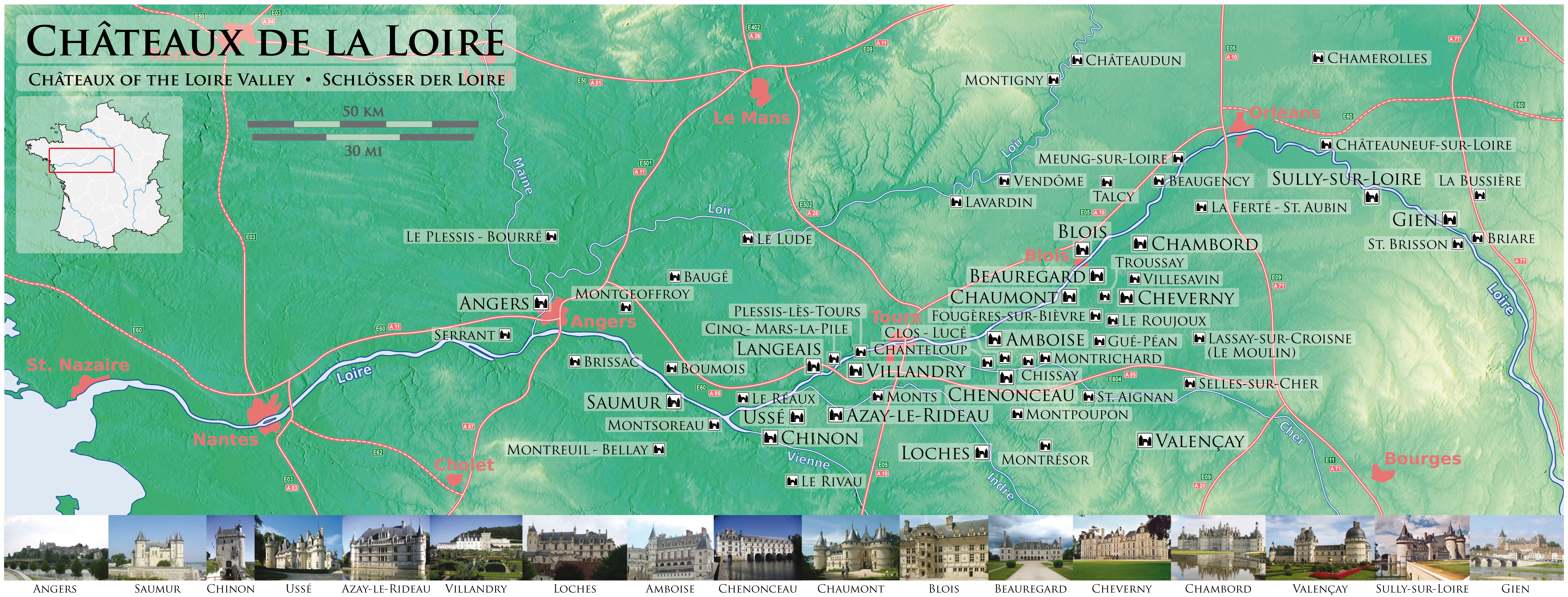
Karta över slotten i Loiredalen.

Loiredalen är området runt det mittersta avsnittet av floden Loire i centrala Frankrike. Det är en vindal med många arkitektoniskt intressanta slott, bland annat Amboise, Angers, Blois, Chambord, Chenonceaux, och Montsoreau. Dalen är även känd för sina Loireviner. Dalens område mellan Sully-sur-Loire och Chalonnes-sur-Loire är sedan år 2000 ett världsarv.

## Bildgalleri

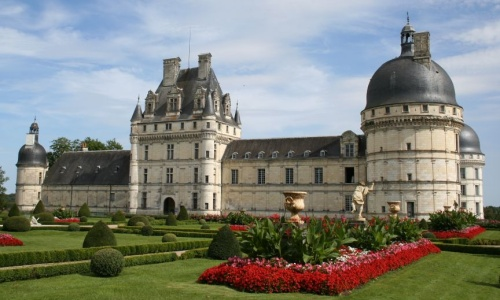
Château de Valencay.
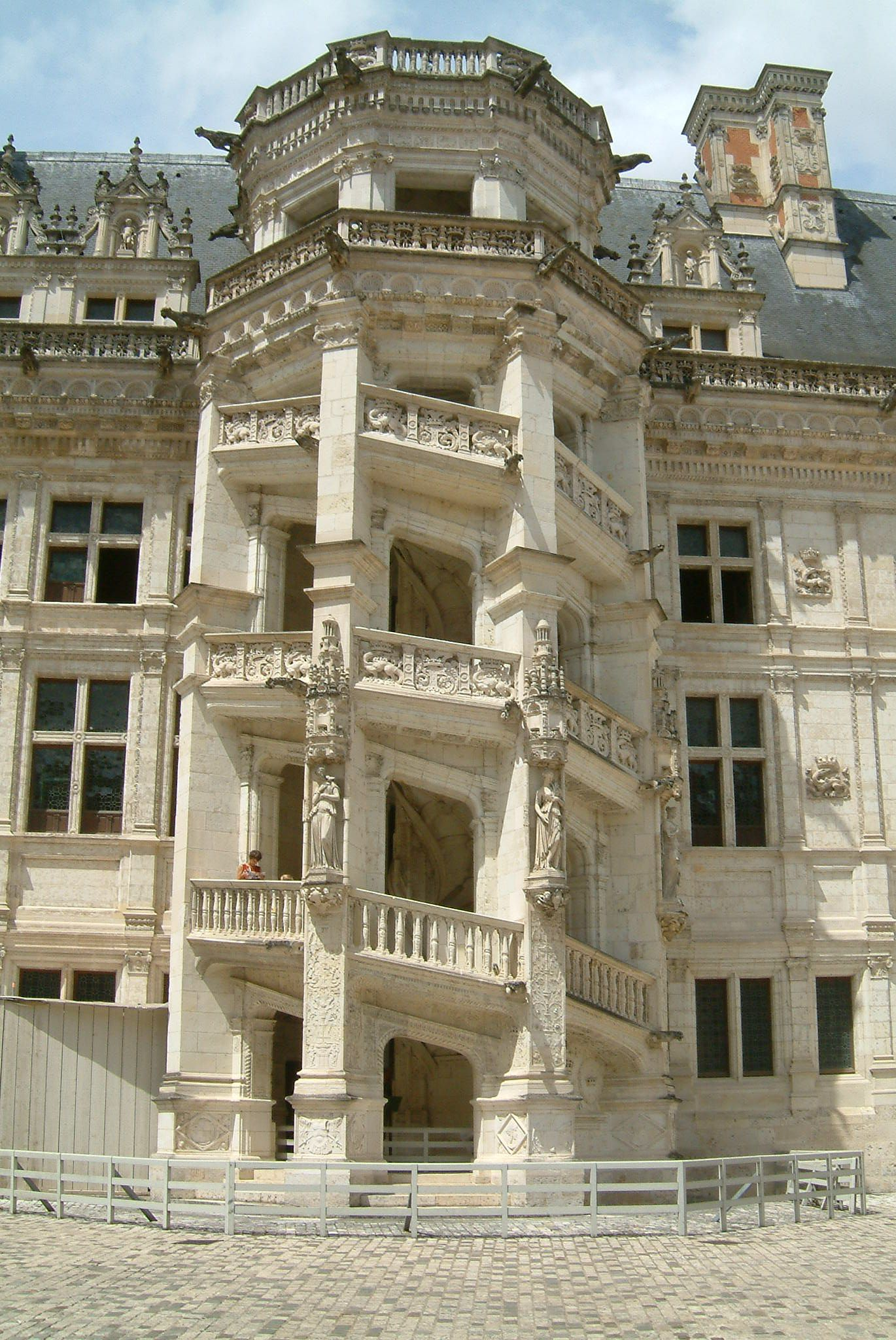
Spiraltrappan i Château de Blois.
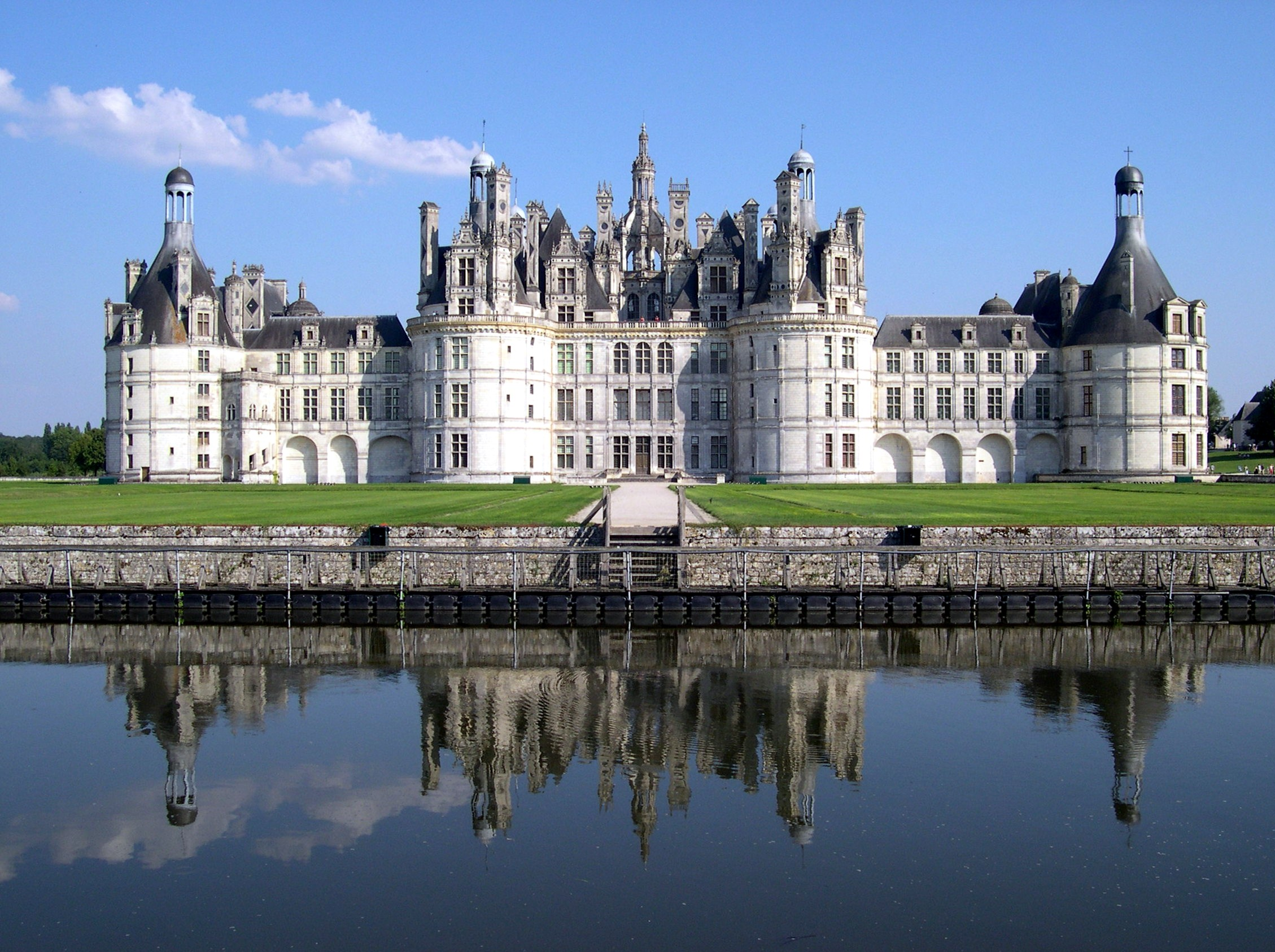
Château de Chambord.
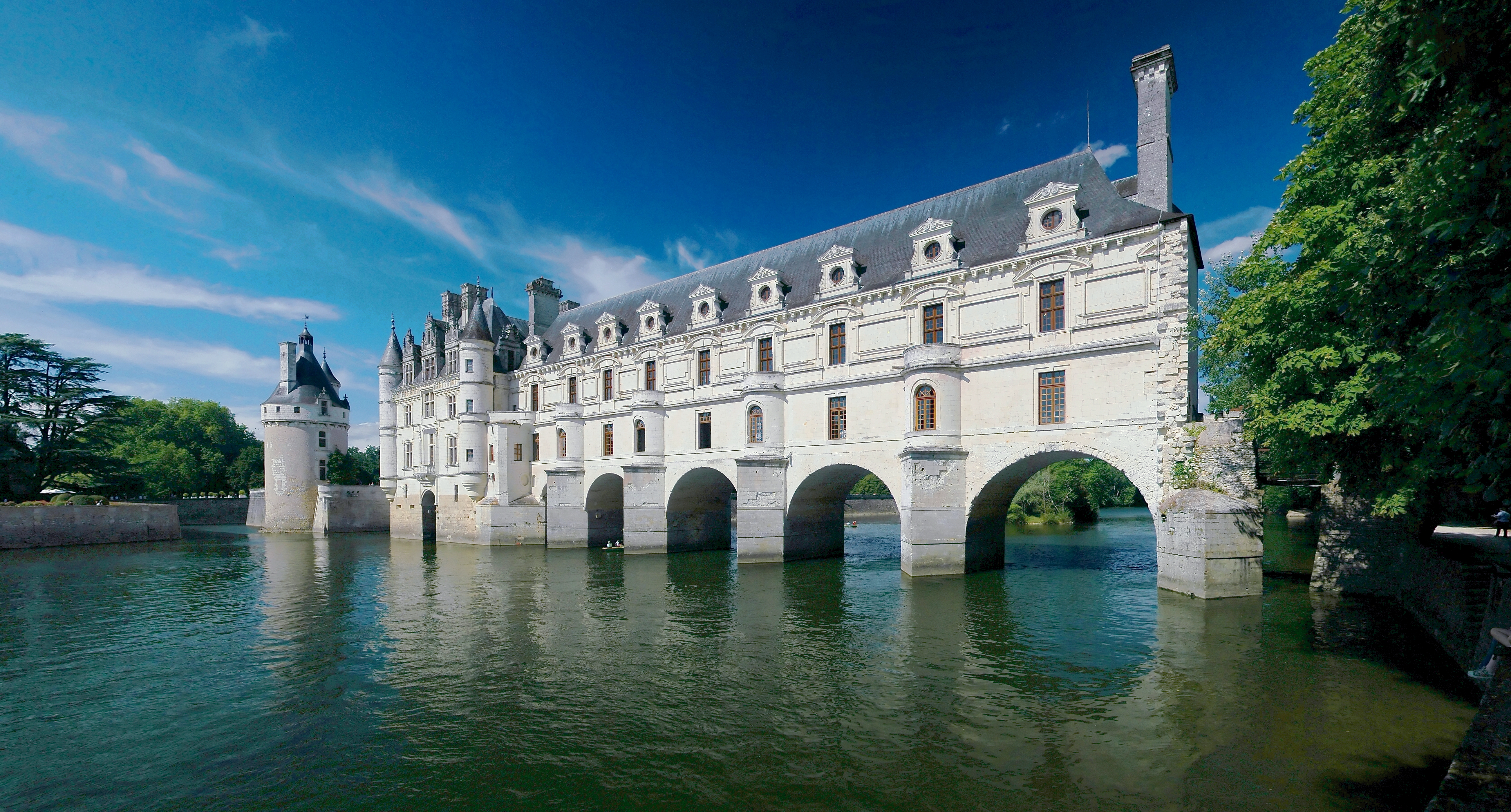
Château de Chenonceaux.
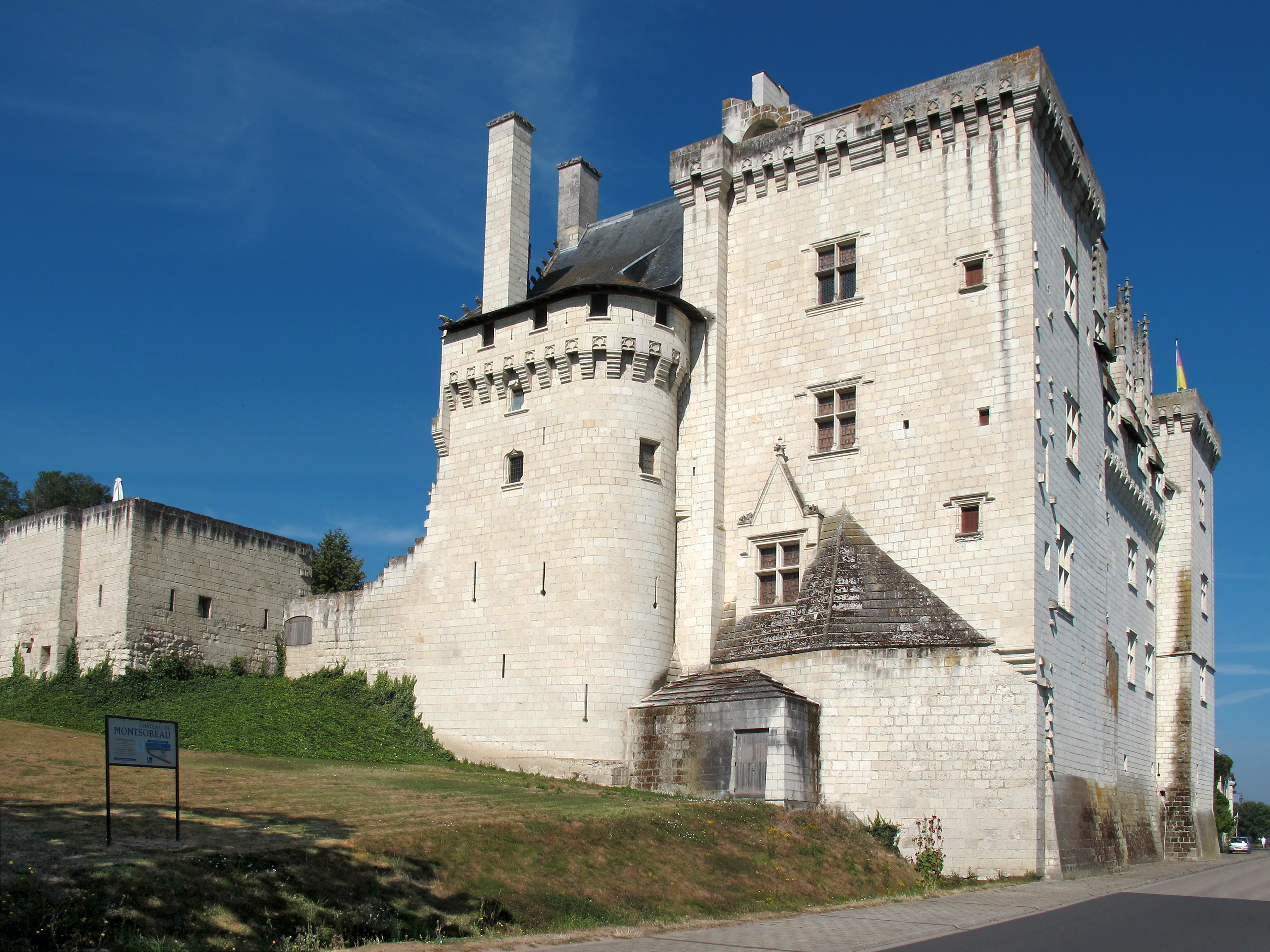
Château de Montsoreau.